# 친왕비
친왕비(親王妃)는 황족 여성의 칭호로서 친왕의 정실을 지칭하는 말이다.

## 일본

### 현대
- 후미히토 친왕비 기코
- 마사히토 친왕비 하나코
- 도모히토 친왕비 노부코
- 노리히토 친왕비 히사코

### 근대 이전
- 야스히토 친왕비 세쓰코
- 노부히토 친왕비 기쿠코
- 다카히토 친왕비 유리코

## 대한제국
- 의친왕비 연안 김씨(延安金氏)
- 흥친왕비 여주 이씨(驪州李氏)

## 같이 보기
- 친왕
- 왕비 (일본 황실)